# CODASYL
CODASYL staat voor COnference on DAta SYstems Languages. Een vrijwilligersorganisatie opgericht op 29 mei 1959 teneinde de ontwikkeling van een standaard programmeertaal in goede banen te leiden. Deze taal diende bruikbaar zijn op (vrijwel) alle computers. Dit heeft geleid tot het ontstaan van COBOL.
De leden van CODASYL waren afkomstig uit industrie en overheid welke betrokken waren bij enige vorm van gegevensverwerking. Een hoger doel bestond hieruit om effectiever om te gaan met het analyseren , ontwerpen en toepassen van informatiesystemen.  De organisatie werkte in die jaren aan verscheidene talen, maar standaardiseerde ze niet zelf. Dat is overgelaten aan ANSI. 
CODASYL heeft in 1965 een List Processing Task Force in het leven geroepen, later hernoemd tot Data Base Task Group. In 1971 is daar de Data Description Language Committee uit ontstaan.
Sommige CODASYL-commissieleden zijn tot heden actief, maar CODASYL als zodanig bestaat niet meer. Hetgeen CODASYL heeft vastgelegd is overgedragen aan het Charles Babbage Instituut.